# Sky Las Vegas
Sky Las Vegas est un gratte-ciel résidentiel (condominium) de 152 mètres de hauteur construit à Las Vegas au Nevada aux États-Unis de 2005 à 2007. Il est situé le long du Strip le boulevard principal de Las Vegas.
Les étages 43 à 45 correspondent à des appartements de luxe qui ont leurs propres ascenseurs et des patios sur le toit de l'immeuble.
Il y a 409 appartements dont le prix va de 656 000 à 3 699 000 $. Quatre types d'appartement existent; 1 chambre, 2 chambres, 3 chambres, suite.
La base de l'immeuble d'une hauteur de 5 étages comprend un garage, une salle de cinéma privée, une salle privée de réunion, un spa avec un centre de remise en forme, un bar avec une salle de billard et une pièce dominant le Las Vegas Strip.
Sur le toit de la base de l'immeuble il y a une aire récréative avec notamment un cours de golf, une piscine et des jardins.
La surface de plancher de l'immeuble est de 78 038 m².
L'architecte est l'agence Klai Juba Architects.
Le promoteur et propriétaire est la société Nevada Development Partners.